# Stegana
Stegana is een geslacht van vliegen uit de familie van de fruitvliegen (Drosophilidae). De wetenschappelijke naam is gepubliceerd in 1830 door Johann Wilhelm Meigen.
Stegana komt voor in Europa, Azië en sommige eilanden in de Indische Oceaan, Noord- en Zuid-Amerika en Afrika (Stegana africana Malloch).  De volwassen vliegen zijn bruin tot zwart en worden vaak aangetroffen op boomstronken of afgevallen hout in de buurt van waterlopen in bossen.
Stegana is een groot geslacht, waarin zes ondergeslachten worden onderscheiden: Stegana sensu stricto; Steganina; Oxyphortica; Pseudostegana; Parastegana; Orthostegana. Er zijn meer dan honderd soorten, waarvan de meeste voorkomen in Oost-Azië.

## Soorten
In Europa voorkomende soorten:
- Stegana furta (Linnaeus, 1766)
- Stegana baechlii Lastovka & Maca, 1982
- Stegana coleoptrata (Scopoli, 1763)
- Stegana consimilis Papp & Maca, 2000
- Stegana hypoleuca Meigen, 1830
- Stegana longifibula Takada, 1968
- Stegana mehadiae Duda, 1924
- Stegana nigrithorax Strobl, 1898
- Stegana similis Lastovka & Maca, 1982